# غرابة (لودر)

تعديل مصدري - تعديل

غرابة هي إحدى قرى عزلة زارة بمديرية لودر التابعة لمحافظة أبين، بلغ تعداد سكانها 114 نسمة حسب تعداد اليمن لعام 2004.